# クリスチャン1世 (デンマーク王)
クリスチャン1世（Christian I, 1426年2月 - 1481年5月21日）は、カルマル同盟時代のデンマーク王（在位：1448年 - 1481年）、ノルウェー王（在位：1450年 - 1481年）、スウェーデン王（在位：1457年 - 1464年）。オルデンブルク朝の祖。

## 概要
父はオルデンブルク伯ディートリヒ、母はホルシュタイン伯ゲルハルト6世の娘ハイルヴィヒ。1459年からはシュレースヴィヒ公、1474年からはホルシュタイン公を兼ねた。母方を通じてデンマーク王エーリク5世の子孫であったため、デンマーク王位の継承者に選ばれた。
先代の王クリストファ・ア・バイエルン（クリストファ3世）の宰相カール・クヌートソンが反乱を起こし、勝手にスウェーデン・ノルウェーの王に即位した為、カールを打ち破って王座を奪った。しかし、カールはその後もスウェーデン王を僭称、1470年にカールが死去、クリスチャン1世の長男ハンスがスウェーデン王に即位するのは1497年までかかる事になる。
クリストファ・ア・バイエルンの未亡人ドロテア（ブランデンブルク＝クルムバッハ辺境伯ヨハン（錬金術伯）の娘）と1449年に結婚し、5子をもうけた。
- オラフ（1450年 - 1451年）
- クヌーズ（1451年 - 1455年）
- ハンス（1455年 - 1513年） - デンマーク、ノルウェー、スウェーデンの王
- マルグレーテ（1456年 - 1486年） - スコットランド王ジェームズ3世妃
- フレゼリク1世（1471年 - 1533年） - デンマーク、ノルウェーの王

## その他
- イギリス王室のうち、エリザベス2世とフィリップ王配の子孫（マウントバッテン＝ウィンザー家）の男系血統の始祖にあたる人物。